# Kerambitan
Kerambitan ist ein Distrikt (Kecamatan) im Regierungsbezirk (Kabupaten) Tabanan der indonesischen Provinz Bali. Er grenzt im Westen/Nordwesten an den Kecamatan Selemadeg Timur, im Norden/Nordosten an Penebel und im Osten/Südosten an den Kecacamatan Tabanan. Im Süden bildet die Balisee eine natürliche Grenze. Kerambitan gliedert sich in 15 Dörfer (Desa) und weiterhin in 90 Banjar Dinas, 22 Desa Adat sowie 97 Banjar Adat.

## Verwaltungsgliederung
| Kode          | Dorf            | Fläche (km²) Ende 2021 | Einwohner Census 2010 | Einwohner Census 2020 | Einwohner Ende 2021 | Dichte Einw. pro km² |
| ------------- | --------------- | ---------------------- | --------------------- | --------------------- | ------------------- | -------------------- |
| 51.02.04.2001 | Tibubiu         | 3,46                   | 1.442                 | 1.650                 | 1.678               | 484,97               |
| 51.02.04.2002 | Kelating        | 3,36                   | 2.456                 | 2.533                 | 2.589               | 770,54               |
| 51.02.04.2003 | Penarukan       | 1,17                   | 2.753                 | 2.987                 | 3.145               | 2.688,03             |
| 51.02.04.2004 | Belumbang       | 2,62                   | 1.984                 | 2.096                 | 2.145               | 818,70               |
| 51.02.04.2005 | Tista           | 13,92                  | 1.552                 | 1.832                 | 1.946               | 139,80               |
| 51.02.04.2006 | Kerambitan      | 1,57                   | 2.757                 | 3.042                 | 3.199               | 2.037,58             |
| 51.02.04.2007 | Pangkung Karung | 2,97                   | 2.636                 | 2.874                 | 2.978               | 1.002,69             |
| 51.02.04.2008 | Samsam          | 3,44                   | 4.190                 | 4.385                 | 3.827               | 1.112,50             |
| 51.02.04.2009 | Kukuh           | 2,40                   | 2.092                 | 2.281                 | 2.357               | 982,08               |
| 51.02.04.2010 | Baturiti        | 3,16                   | 2.706                 | 2.860                 | 2.943               | 931,33               |
| 51.02.04.2011 | Meliling        | 3,52                   | 2.350                 | 2.621                 | 2.593               | 736,65               |
| 51.02.04.2012 | Sembung Gede    | 5,82                   | 3.693                 | 4.663                 | 4.614               | 792,78               |
| 51.02.04.2013 | Batuaji         | 4,87                   | 2.206                 | 2.464                 | 2.427               | 498,36               |
| 51.02.04.2014 | Kesiut          | 2,43                   | 1.830                 | 2.088                 | 2.155               | 886,83               |
| 51.02.04.2015 | Timpag          | 6,39                   | 3.057                 | 3.390                 | 3.532               | 552,74               |
| 51.02.04      | Kec. Kerambitan | 61,10                  | 37.704                | 41.766                | 42.128              | 689,49               |
Ergebnisse aus Zählung bzw. Fortschreibung

## Bevölkerung

### Bevölkerungsentwicklung der letzten drei Halbjahre
| Datum      | Fläche (km²) | Einwohner | männlich | weiblich | Dichte (Einw./km²) | Sex Ratio (m*100/w) |
| ---------- | ------------ | --------- | -------- | -------- | ------------------ | ------------------- |
| 31.12.2020 | 48,18        | 41.358    | 20.513   | 20.845   | 858,4              | 98,4                |
| 30.06.2021 | 48,18        | 40.990    | 20.365   | 20.625   | 850,8              | 98,7                |
| 31.12.2021 | 48,00        | 42.128    | 20.874   | 21.254   | 877,7              | 98,2                |
Fortschreibungsergebnisse